# Walter Riss
Walter Riss (* 24. Februar 1931 in Tamsweg, Land Salzburg, Österreich; † 21. Januar 2001, in Natters, Tirol) war ein österreichischer Schauspieler bei Bühne und Fernsehen.

## Leben und Wirken
Riss erhielt am Wiener Max Reinhardt Seminar Schauspielunterricht bei Helene Thimig und Fred Liewehr. Sein Debüt gab er 1952 am Schauspielhaus Zürich. Zu seinen frühen Theaterstationen zählen Graz, Kiel, Bochum, Hannover und Berlin, wo er unter Boleslaw Barlog am Schiller-Theater spielte. In Wien war er am Theater in der Josefstadt tätig. Später wechselte der Salzburger zur Bühnenregie und inszenierte am Landestheater Salzburgs unter anderem Lessings Emilia Galotti.
Zwischen 1975 und 1994 lehrte er als Professor für Schauspiel am Salzburger Mozarteum. In der österreichischen Landeshauptstadt stellte Riss auch eine Reihe von Produktionen für das „Salzburger Kinder- und Jugendtheater“ auf die Beine. 1997 präsentierte Walter Riss im Berliner Schlossparktheater 20 Aufführungen seines eigenen Stückes Play Tolstoi, eine Adaption von Leo Tolstois Kreutzersonate.
Seit 1963 vor Fernsehkameras stehend, besaß dieses Medium nur untergeordnete Bedeutung in Riss’ künstlerischem Wirken. 1975 und 1979 übernahm er die Rolle des Oberkommissars Tuncnik in zahlreichen Folgen der deutschen Kriminalserie Kommissariat 9.

## Filmografie
- 1963: Die Möwe
- 1964: Leocadia
- 1965: Ein Eremit wird entdeckt
- 1966: Blutbund
- 1967: Die traurige Geschichte von Friedrich dem Großen
- 1969: Rotmord
- 1970: Gedenktag
- 1970: Gedenktag – Die politische Auflehnung eines Soldaten
- 1971: Procryl für Rosenbach
- 1971: Die Weber
- 1972: Der Bär von Dumfries
- 1972: Motiv Liebe (TV-Serie, eine Folge)
- 1972: Das Kurheim (TV-Serie, eine Folge)
- 1973: Lokaltermin (TV-Serie, eine Folge)
- 1974: Eiger
- 1974: Der Macher oder Warten auf Godot
- 1976: Sladek oder Die schwarze Armee
- 1978: Sachrang
- 1975, 1979: Kommissariat 9
- 1983: Die goldenen Schuhe
- 1984: Weltuntergang
- 1977, 1985: Der Alte (TV-Serie, zwei Folgen)